# Dům Bílá holubice
Dům Bílá holubice se nachází v Městské památkové zóně Karlových Varů v lázeňské části města v ulici Stará louka 337/44. Byl postaven v roce 1858.

## Historie
Na místě stával barokní dům jménem Zlatá lyra zmiňovaný již v roce 1756. Koncem padesátých let 19. století zde byla postavena zděná novostavba. Karlovarský stavitel Georg Fülla ji v roce 1858 vybudoval, stejně jako sousední dům Modrou štiku, ve stylu romantického historismu.
V letech 1894–1895 tehdejší majitelé Marie Platzer a Wilhelm Mader nechali upravit fasádu do stylu italské novorenesance s barokizujícími prvky.
V roce 1921 byla plánována rozsáhlá přestavba podle projektu karlovarského architekta a stavitele Karla Hellera, k její realizaci však již nedošlo.

## Ze současnosti
V roce 2014 byl dům uveden v Programu regenerace Městské památkové zóny Karlovy Vary 2014–2024 v části II. (tabulková část 1–5 Přehledy) v Seznamu památkově hodnotných objektů na území MPZ Karlovy Vary a jejich aktuální stav s vyjádřením vyhovující.
V současnosti (duben 2023) je budova evidována jako objekt k bydlení ve společném vlastnictví čtyř osob.

## Popis
Dům o čtyřech podlažích s mansardovou nástavbou a čtyřosým uličním průčelím se nachází v centru lázeňské části Karlových Varů na levém břehu řeky Teplé, na Staré louce 337/44.